# Cercle des libéraux réformateurs
Le Cercle des libéraux réformateurs (CLR) est un parti politique gabonais. Il a été créé le 7 septembre 1992 par le député Jean-Boniface Assele.
Il a remporté trois sièges au parlement aux élections de 2006 et intègre la Majorité républicaine et sociale pour l’émergence d'Ali Bongo Ondimba.